# Ghiacciaio Waddington
Il ghiacciaio Waddington è un ghiacciaio lungo circa 6 km situato nella regione centro-occidentale della Dipendenza di Ross, in Antartide. Il ghiacciaio, il cui punto più alto si trova a circa 1600 m s.l.m., si trova in particolare nella parte nord-occidentale delle Dorsale Royal Society, dove fluisce verso ovest-nord-ovest scorrendo lungo il versante meridionale del picco Ugolini e del massiccio Colwell fino a unire il proprio flusso a quello del ghiacciaio Palais.

## Storia
Il ghiacciaio Waddington è stato mappato dai membri della spedizione Terra Nova, condotta dal 1910 al 1913 e comandata dal capitano Robert Falcon Scott, ma è stato così battezzato solo nel 1994 dal Comitato consultivo dei nomi antartici in onore di Edwin D. Waddington, un geofisico dell'Università di Washington che, negli anni 1990, ha portato avanti diversi studi sul campo presso il duomo Taylor nell'ambito di un esteso programma di studi geofisici sui ghiacciai.